# Nacionalno prijelazno vijeće (Libija)
Nacionalno prijelazno vijeće (arapski: المجلس الوطني الانتقالي, al-majlis al-waṭanī al-intiqālī) je organ vlasti koga su u Libiji formirale antigadafijevski pobunjenici za vrijeme ustanka 2011. Njegovo formiranje je objavljeno 27. veljače 2011. u Bengaziju sa svrhom da služi kao "političko lice revolucije". U nekim medijima se navodi i kao Nacionalno libijsko vijeće ili Libijsko nacionalno vijeće. 5. ožujka 2011. Vijeće je izdalo obavjest u kojoj sebe naziva "jedinim predstavnikom cijele Libije"Vijeće za Libiju koristi naziv  Libijska Republika (arapski: الجمهورية الليبية al-Jumhūriyya al-Lībiyya)., dok Gadafijeva vlada za nju koristi izraz "Velika Socijalistička Narodna Libijska Arapska Džamahirija".

## Vanjske poveznice
- Official Website of the Libyan Republic - Transitional National Council  Arhivirana inačica izvorne stranice od 10. ožujka 2011. (Wayback Machine)

Ostale grupe
- National Conference for the Libyan Opposition
- National Front for the Salvation of Libya  Arhivirana inačica izvorne stranice od 22. prosinca 2017. (Wayback Machine)
- Libya Watanona  Arhivirana inačica izvorne stranice od 22. srpnja 2011. (Wayback Machine)
- Libyan Youth Movement  Arhivirana inačica izvorne stranice od 23. rujna 2011. (Wayback Machine)